# Cesare Negri

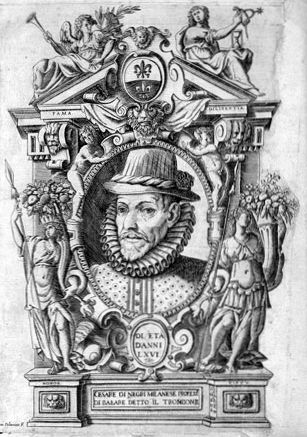
Cesare Negri, ritratto da Le Grazie d'Amore

Cesare Negri (Milano, 1535 circa – 1605 circa) è stato un danzatore e coreografo italiano attivo nel XVI secolo.

## Biografia
Poco si conosce di lui se non che veniva detto il Trombone, un nome brutto o scherzoso per qualcuno "che ama suonare la tromba." Nato a Milano, vi fondò un'accademia di danza nel 1554. Fu un coreografo molto attivo per la nobiltà di Milano (curò, tra l'altro, il ballo  dato in onore di Margherita d'Austria-Stiria nel salone di Palazzo Reale - all'epoca "Ducale" - in tale occasione a lei dedicato). Scrisse Le Grazie d'Amore (1602), il primo trattato sulla teoria del balletto che esponeva il principio delle "cinque posizioni di base". Il trattato venne ripubblicato nel 1604  con il titolo di Nuove inventioni di balli. Scrisse Bianco Fiore per Liuto , brano reso famoso dal chitarrista Andres Segovia.